# Денифль, Вильхельм
Вильхельм Денифль (нем. Wilhelm Denifl, род. 10 ноября 1980 года, Рум, Тироль) — австрийский двоеборец, чемпион мира 2003 года в эстафете, бронзовый призёр зимних Олимпийских игр 2018 года.

## Спортивная карьера
Высшим достижением спортсмена является победа вместе с командой на чемпионате мира 2003 года, через 10 лет там же в Валь-ди-Фьемме он завоевал свою вторую медаль — серебряную в командном спринте вместе с Бернхардом Грубером.
В возрасте 37 лет завоевал бронзовую медаль на Олимпийских играх 2018 года в Пхёнчхане.
На этапах Кубка мира на счету Вильхельма Денифля 3 бронзовые медали в индивидуальных гонках.
За карьеру участвовал в 6 чемпионатах мира (2003, 2009, 2011, 2013, 2015, 2017).
Завершил карьеру после сезона 2018/19.